# 10830 Desforges
10830 Desforges eller 1993 UT6 är en asteroid i huvudbältet som upptäcktes den 20 oktober 1993 av den belgiske astronomen Eric W. Elst vid La Silla-observatoriet. Den är uppkallad efter prästen Jacques Desforges.
Asteroiden har en diameter på ungefär 9 kilometer.